# SSE (企業)

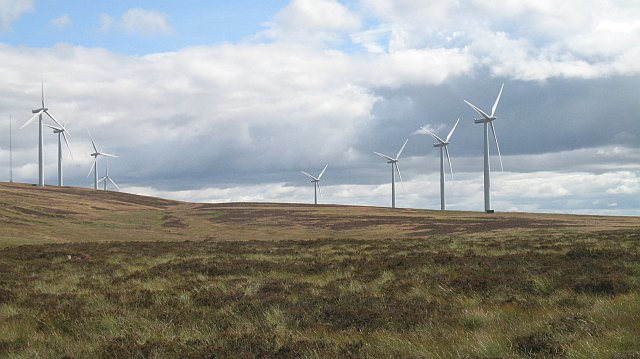
SSEの風力発電施設（スコットランド、パース・アンド・キンロス内）

SSE（スコティッシュ・アンド・サザン・エナジー、英: SSE plc、Scottish and Southern Energy plc）は、イギリスとアイルランドで、電力およびガス事業を行う持株会社。スコットランド・パースに本拠を置き、ロンドン証券取引所に上場している（LSE: SSE）。

## 沿革
SSEのルーツとなる2つの公営組織のうち1つは、1943年設立の北部スコットランド水力発電公社（North of Scotland Hydro-Electric Board）であり、同組織はスコットランドの電力事業を担当していた2つの公営組織（もう1つは南部スコットランド電力公社（South of Scotland Electricity Board））のうち、北部のハイランド地方を拠点に、水力発電を中心としだ電力事業を運営していた。もう1つは1948年に設立されたSouthern Electricity Boardであり、同組織はCentral Electricity Generating Board（CEGB）の統括下で、イングランド南部・ポーツマスを拠点とする配電事業を担当していた。
1990年前後に行われたイギリスの電力事業民営化に伴いNorth of Scotland Hydro-Electric Boardは、1989年4月にNorth of Scotland Electricity plc.となり、同社は1991年6月にロンドン証券取引所に上場した。Southern Electricity Boardは1990年のCEGBの解体とともにSouthern Electric plc.となり、同年ロンドン証券取引所に上場した。1998年12月にNorth of Scotland Electricity plc.とSouthern Electric plc.は経営統合し、Scottish and Southern Energy plc.が誕生した。
2000年8月にウェールズ南部で配電・ガス供給事業を行うSwalec(South Wales Electricity) plcを買収、続いて2004年5月に、アメリカ資本の独立系電気・ガス事業者であったAtlantic Electric & Gas Limitedを、2008年2月にアイルランドで風力発電事業を行うAirtricity Ltdを買収し、エネルギー事業の幅を拡大している。
SSEグループの発電事業としては、水力発電がスコットランドに集中しているほか、風力発電をアイルランドやスコットランドで展開、再生可能エネルギー事業者としてはイギリス最大となっている。このほか天然ガスの貯蔵事業や、SSE Enterprise Telecomsのブランド名でブロードバンドを柱とする通信事業を行っている。